# 美的大道站
美的大道站是广州地铁7号线的终点站，位于中国广东省佛山市顺德区北滘镇美的大道益丰路口的地底。车站在2022年5月1日随广州地铁7號線西延段开通而启用。
本站與附近的益丰停车场接軌。

## 车站结构

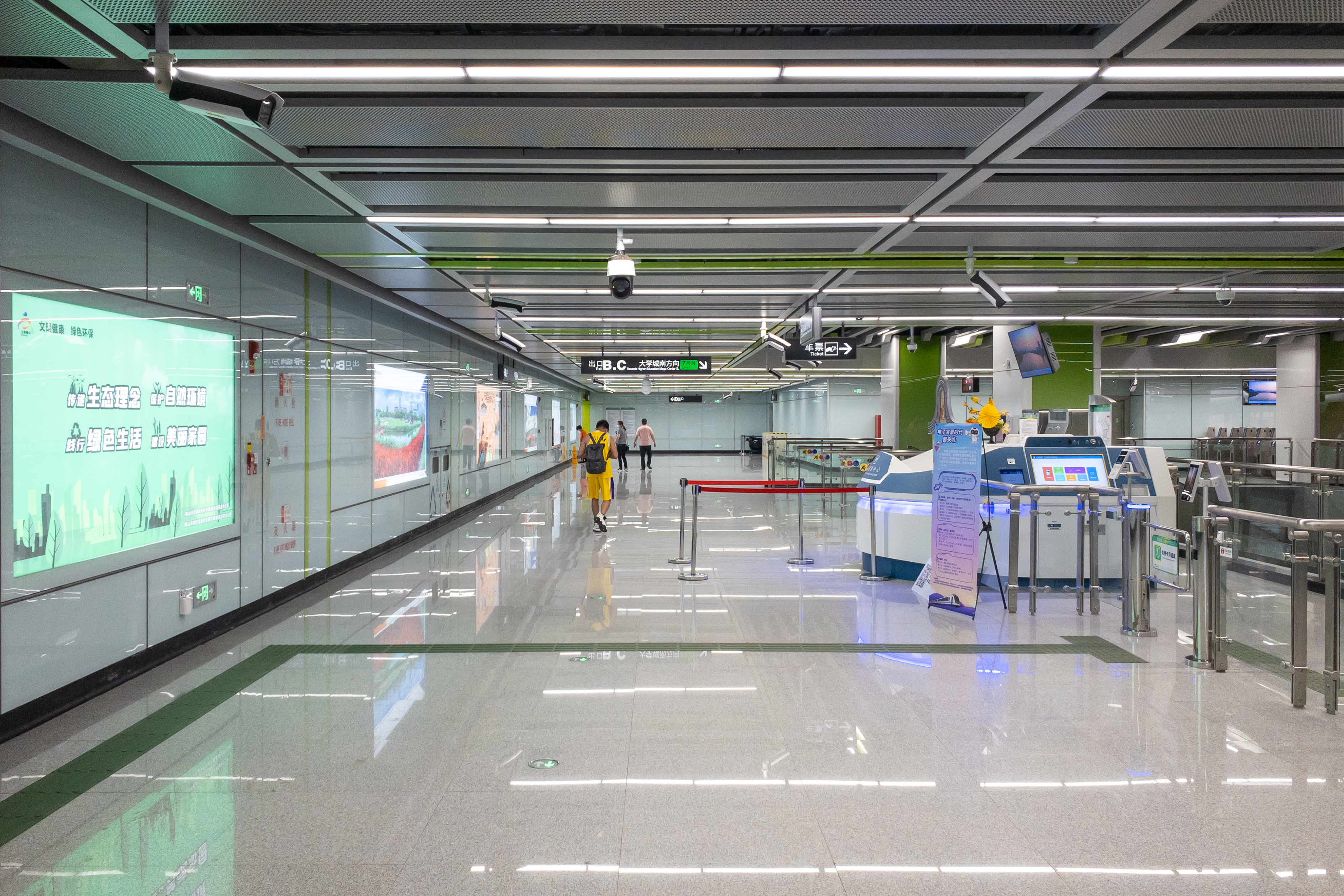
东站厅

### 车站楼层
车站共设有两层，全长210米、宽45米。其中地面为车站各出入口，周边为美的大道、益丰路、君兰高尔夫场地以及其它建筑；地下一层为车站东西站厅和站台；地下二層為聯絡通道。
| 地下一层 | 东站廳                     | 售票機、客服中心、警务室、安检设施      |  |  |
|          | 侧式站台（卫生间、母婴室） |                                         |  |  |
|          | 2 站台                     | █广州7号线 終點站台                     |  |  |
|          | 1 站台                     | █广州7号线 燕山方向（下站：北滘公园）   |  |  |
|          | 侧式站台                   |                                         |  |  |
|          | 西站廳                     | 售票機、客服中心、商店、安检设施        |  |  |
| 地下二层 | 聯絡通道                   | 非付費區來往兩側站廳 付費區來往兩側月台 |  |  |

### 站厅
美的大道站分為东西兩個站廳，均位于地下一层。兩個站廳及兩個月台无论在收费区范围以及非收费区范围均可由兩條路軌下方的联络通道前往。
两个站厅分别設有售票機和客務中心；同时设有自动售卡/充值机。

### 站台
本站設有兩個側式月台，位於益丰路的地底。本站的卫生间及母婴室均设于1号站台往益丰停车场的端头处。
由於廣州7號線規劃以本站作為西端終點站，不會再有延伸計劃，因此本站在折返線上作出了特別設計：
- 在月台西侧設有一條渡線，供列車进行站前折返。
- 在月台東侧，下行路軌與上行路軌之間，設有一條單渡線供列車进行站後折返。
- 上行路軌在渡線前方分岔出一條路軌，與上行路軌一同進入益豐停車場，兩者作為出入段線。
- 下行路軌直接被中斷。

该设计与广州地铁2号线嘉禾望岗站、广州南站类似，因此本站將成為廣州7號線的永久終點站。在特殊情況下，7號綫列車也會通過西側渡線折返並直接駛入1號月台。

### 出入口
美的大道站设有4个出入口供乘客进出。
|                                           |                                                       |      |          |                                                                      |
| 編號                                      | 设施                                                  | 图像 | 出口指示 | 建議前往的目的地                                                     |
| 东站厅                                    |                                                       |      |          |                                                                      |
| A                                         | 盲道标志 · 扶手电梯标志                               |      | 美的大道 |                                                                      |
| D                                         | 扶手电梯标志                                          |      | 美的大道 | 合景天銮、美的绿城凤起兰庭、雅居乐英伦首府、美的大道站公交站         |
| 西站厅                                    |                                                       |      |          |                                                                      |
| B                                         | 扶手电梯标志                                          |      | 美的大道 |                                                                      |
| C                                         | 盲道标志 · 扶手电梯标志 · 无障碍通道标志 · 升降机标志 |      | 美的大道 | 天宁路、顺德未来城、美的领贤公馆、华南师范大学附属顺德北滘学校中学部 |
| 註： 設有 \| 設有 \| 設有 \| 設有扶手電梯 |                                                       |      |          |                                                                      |

## 接驳交通
| 编号 | 编号 | 线路         | 线路 | 线路         | 收费  | 运营商   | 备注 |
| ---- | ---- | ------------ | ---- | ------------ | ----- | -------- | ---- |
|      | 915  | 霞石公交总站 | ⇆    | 君兰河堤公园 | 2–3元 | 顺德鸿运 |      |

| 编号 | 编号 | 线路         | 线路 | 线路         | 收费 | 运营商   | 备注          |
| ---- | ---- | ------------ | ---- | ------------ | ---- | -------- | ------------- |
|      | 934  | 北滘西地铁站 | ⇆    | 大沙围工业区 | 2元  | 顺德鸿运 | 原 934A、934B |

## 历史
早期广州地铁7号线西延至顺德北滘的规划中的终点站原计划设于与佛山地铁3号线交汇的北滘新城站。不过在后来规划中确定西延段增设停车场，同时增设本站，本站因而成为广州地铁7号线的西端终点站。
本站于2017年5月22日起开始围蔽以进行地铁车站建设；2020年1月10日，本站主体结构封顶。2021年10月21日，本站的属地管理、调度指挥、设备设施使用管理“三权”移交予运营方，为7号线西延段首批完成“三权”移交的车站。
2022年5月1日14时，本站随7号线西延段开通而启用。
2022年年末疫情期间，本站曾受防控措施影响，于11月28日至11月30日晚暂停服务。